# 101 kiskutya 2. – Paca és Agyar
A 101 kiskutya 2. – Paca és Agyar (eredeti cím: 101 Dalmatians II: Patch's London Adventure) 2003-ban megjelent amerikai 2D-s számítógépes animációs film, amely a 101 kiskutya című rajzfilm folytatása. Az animációs játékfilm írója és rendezője Jim Kammerud és Brian Smith, producerei Carolyn Bates és Leslie Hough. A zenéjét Richard Gibbs szerezte. A videofilm a Walt Disney Pictures és a DisneyToon Studios gyártásában készült, a Walt Disney Home Video forgalmazásában jelent meg. Műfaja kalandos filmvígjáték.
Amerikában 2003. január 21-én, Magyarországon 2003. november 14-én DVD-n és VHS-en adták ki.

## Szereplők
További magyar hangok: Berkes Bence, Berkes Boglárka, Büti Márk, Csizmadia Gergely, Csonka Tünde, Czető Ádám, Czető Roland, Dögei Éva, Fekete Linda, Fülöp Zsigmond, Hegyesi Leó, Hegyesi Soraya, Kántor Kitty, Keresztes Sándor, Kisfalussy Bálint, Kiss Anikó, Kossuth Gábor, Lugosi Dániel, Lugosi Domonkos, Lugosi Fábián, Némedi Mari, Pintér Gábor Attila, Rékai Nándor, Reviczky Szilvia, Sörös Miklós, Takács Fanny, Tamási Nikolett, Varga Klára, Varga Tamás